# Rainer Stillers
Rainer Stillers (* 9. Dezember 1949 in Arnsberg) ist ein deutscher Romanist.

## Leben
Nach dem Studium der Romanistik, Germanistik und Philosophie wurde er 1978 an der Universität Düsseldorf promoviert und habilitierte sich 1985 ebenfalls in Düsseldorf. 1986 übernahm er eine Professur für Romanistische Literaturwissenschaft in Konstanz. Von 2003 bis 2015 war er Professor für Romanistische Literaturwissenschaft in Marburg.
Von 2001 bis 2012 gab er das Deutsche Dante-Jahrbuch heraus. Von 2013 bis 2021 war er Vorsitzender der Deutschen Dante-Gesellschaft.
Seine Forschungsschwerpunkte sind italienische Literatur und Poetik der frühen Neuzeit, Imagination, Visualität, Bildlichkeit, Rezeption der antiken Mythologie in der französischen und italienischen Literatur, Giovanni Boccaccio, Giambattista Marino, Carlo Goldoni, Poetik des Raums im modernen Roman, Lyrik des 19. und 20. Jahrhunderts und Maurice Blanchot.

## Schriften (Auswahl)
- Maurice Blanchot. Thomas l'Obscur. Erst- und Zweitfassung als Paradigmen des Gesamtwerks. Frankfurt am Main 1979, ISBN 3-8204-6307-0.
- Humanistische Deutung. Studien zu Kommentar und Literaturtheorie in der italienischen Renaissance. Düsseldorf 1988, ISBN 3-7700-0811-1.
- Giambattista Marino: La Galeria. Zweisprachige Auswahl (Italienisch-Deutsch). Ausgewählt und übersetzt von Christiane Kruse und Rainer Stillers, unter Mitarbeit von Christine Ott. Mainz 2009, ISBN 978-3-87162-070-6.
- Barocke Bildkulturen. Dialog der Künste in Giambattista Marinos "Galeria". Wiesbaden 2013 (Wolfenbütteler Arbeiten zur Barockforschung; 48) (zus. mit Christiane Kruse), ISBN 978-3-447-06628-0.
- Giovanni Boccaccio in Europa. Studien zu seiner Rezeption in Spätmittelalter und Früher Neuzeit. Wiesbaden 2014 (Wolfenbütteler Abhandlungen zur Renaissanceforschung; 31) (zus. mit Achim Aurnhammer), ISBN 978-3-447-10018-2.
- 700 Jahre Boccaccio. Traditionslinien vom Trecento bis in die Moderne. Frankfurt a. M. 2015 (Kulturgeschichtliche Beiträge zum Mittelalter und zur frühen Neuzeit; 7) (zus. mit Christa Bertelsmeier-Kierst), ISBN 978-3-631-66639-5.